# Уринотерапија
Уринотерапија или лечење сопственом мокраћом је орална, парентерална, ректална или локална конзумација сопственог урина (мокраће) као терапеутског „средства. И поред несумњиве бизарности ове врсте терапије њени зачетници који су на мокраћу гледали као на панацеу (хипотетички лек који би лечио све болести и продужио живот бесконачно), сматрали су да посебна медицинска дијагноза за примену ове терапије није потребна, и мокраћу су величан као терапију за астму, проблеме са бешиком, опекотине, рак, шећерну болест, грозницу, гангрену, болести срца, маларију, бубрежну инсуфицијенцију, туберкулозу, ране и друга стања, а неки иду толико далеко да тврде да је људска мокраћа лек који лечи сваку болест и одушевљено је проглашавају „божанском манифестацијом космичке интелигенције”.
Иако данашњи заговорници терапије мокраћом, посебно они у Азији, на Блиском истоку и у Јужној Америци, наводе њену историјску употребу као доказ њене ефикасности, за сада не постоје рецензиране студије које би сугерисале да мокраћа има било какву терапеутску улогу. Недавне студије су откриле да ова врста терапије може бити чак и опасна, јер иако је у почетку мокраћа стерилна остављена ван тела током дужег временског периода може лако да развије бактерије. Ако се таква мокраћа конзумираа или утрља по кожи, бактерије из мокраће могу изазвати инфекцију.
Како је терапија мокраћом ризична јер је здравствено нерегулисана, треба је избегавати док истраживачи не пронађу довољно доказа да докажу њене предности. Постоји много здравијих (и много освежавајућих) начина за борбу против болести и јачање здравља.

## Историја
У древним временима мокраћа се сматрала светим елементом и била је повезана са хиндуистичким церемонијама и тантричким верским традицијама. Мокраћа се није сматрала отпадним производом тела, већ дестилованим производом одабраних састојака из крви.   
Санскритска књига која се састоји од 107 стихова, Подмлађивање пијењем мокраће (Shivambu’ kalpa Vidhi) из 5000 године пре нове ере, наводи да мокраћа може бити користан производ за људе.
Сумерски лекари су били први који су користили уроскопију као што је приказано на графичким глиненим плочама (4000 година пре нове ере), док су асирско-вавилонци мешали мокраћу жене са алкохолом да би дијагностиковали трудноћу.
Египћани су први дијагностиковали шећерну болест користећи „вишак мокраће“. Libri Ermetici, од Бога Тота, египатски извор из касног другог века пре нове ере, описује различите карактеристике мокраће као белу, црну, масну, магловиту и пенасту течност. Претпоставља се да су Египћани користили мокраћу жене као тест  на трудноћу. Изводили су га тако што су заливали семенке мокраћом и ако би семе никнуло, тест се сматрао позитивним (вероватно због присуства фактора раста у мокраћи).
Есенци, Јевреји и хришћани користили су мокраћу за масажу тела.
У књизи Сушрута Самхита описано је 10 различитих типова мокраће.
У Кини и Индији испуштање мокраће на земљу коришћено је као могући тест за шећерну болест. Тест је био потврдан ако би се мрави скупљали на капима мокраће због присуства шећера у њој.
Ране јеврејско-хришћанске традиције показивале су интересовање за уринотерапију. У  Библији  (Приче 5  15–19, Исус 36, 16) мокраћа је тумачен као слика мира и благостања.
Уринотерапија се такође наводи и у  Апокалипси.
Питагора (580—495. п. н. е.) и Хипократ (460-377. п. н. е.) дијагностиковали су гонореју и туберкулозу користећи  различике у боји мокраће.
Диодор са Сицилије (90—27. п. н. е.) у 33. тому своје „Библиотеке“ извештава да је у његово време мокраћа коришћена за побољшање здравља зуба.
Гален (129—201) је  усмерио своју пажњу на мокраћу и крв користећи систематску уроскопију; тако се чини да је први систематски приступ истраживању мокраће започео он у Старој Грчкој.  Гален, Плиније (23—79) и други грчки лекари су препоручивали употребу мокраће за лечење опекотина, упала и кожних обољења.
Теофил (813—842), познат у Византији у 9. веку, пријавио је промене мокраће које су биле повезане са различитим патолошким стањима.
У Римском царству постојале су особе по имену „фелоне“ које су сакупљале мокраћу од куће до куће јер се она препоручивала за лечење чирева.
У античким Помпејима, постојао је јавни службеник по имену „латринаро“, који је деловао под царевим мандатом и који је приморавао мушкарце да мокре у јавним објектима. За казну оним особама које нису мокриле у јавним установама „латринаро“  је гњечио тестисе.
Катул (84—54. п. н. е.), познати римски песник, известио је да су Келтибери користили мокраћу за прање зуба,као и да је Цицеронов апотекар лечио зубобољу чајем од бобичастог воћа помеђаног са мокраћом прикупљеном од невине жене. Док су, Римљанке правиле маске за лепоту од магареће мокраће.
У средњем веку, било је уобичајено да тадаљши лекари пробају мокраћу да би  идентификовали присуство шећера у њој и тако дијагностиковала шећерну болест.
Парацелзус (1493—1541) је подвукао дијагностички значај мокраће и препоручио јутарње дијагностичко прикупљање мокраће током посете болеснику.
У доба ренесансе, немачки биолог Бурк описао је неке пацијенте који су се опоравили од рака коже користећи мокраћу људи који једу купус.
У Јапану уринотерапија је позната од четрнаестог века за лечење астме, шећерне болести, хипертензије, а однедавно и за лечење рака и АИДС.
Шамани су пили сопствену мокраћу након узимања халуциногена да би продужили њихов халуциногене ефекте. Такође су и Сибирци пили сопствену мокраћу након гутања халуциногених печурака.
У Паризу почетком осамнаестог века зубари су прописивали мокраћу  за лечење неколико зубних болести. У Европи се користиоло и испијање урина као одбрана од куге.
У књизи  Енглишамана Треасуре  објављеној 1841. године описан је метод за чишћење површинских повреда мокраћом.
Пијење мокраће било је уобичајено и међу америчким Индијанцима, Туарезима из Сахаре као неким племенима  из Аустралије и Ламама са Тибета у сврху рехидратације.
Терапију мокраћом је почетком 20. века са ентузијазмом прихватио Британац ЈВ Армстронг, који је веровао да је њена конзумација ефикасна за астму, проблеме са бешиком, опекотине, рак, дијабетес, грозницу, гангрену, болести срца, маларију, бубрежну инсуфицијенцију, туберкулозу, ране и друга стања.
Током 1990-их одржане  су две међународне конференције (у Гоа Индији 1996. и Герсфелду, Немачка 1999. године) на којима су истраживачи, лекари и људи из више од 50 земаља поделили своја искуства о примени уринотерапији у лечењу дијабетеса, астме, хипертензије, рака и сиде.
Премијер Индије Морарџи Ранчхоџи Десаи (1896 –1995)  дугогодишњи практикант терапије мокраћом 1978. године, у разговару са Деном Ратером  о уринотерапији тврдио је...да је терапија мокраћом савршено медицинско решење за милионе Индијаца који не могу да приуште лечење.
До сада је НАСА потрошила више од 250 милиона долара да направи машину која је способна да произведе 23 литра воде дневно за рециклажу и поновно коришћење мокраће астронаута и влаге из свемирског брода.
Данас уринотерапију и даље користе милиони људи у свету на различите начине као што су орална, ињекција, инхалација, испирање грла, клистир, утрљавање у кожу и масажа за лечење неколико болести.
У јануару 2022. године, антиваксер Кристофер Ки, ширилац дезинформација о ковиду 19, поред тога што је тврдио је да је терапија мокраћом противотров за ову пандемију, тврдио је да је то потврдило 9-месечно истраживање применом терапије мокраћом. Међутим не постоје научни докази који подржавају терапију мокраћом као лек за ковид 19.
Савремени корисници уринотерапије, у односу на своје претке, још су маштовитији - они пију мокраћу у свежој и топлој или у расхлађеној форми, мешају је са воћним соковима, служе је уз воће и слаткише а салату зачињавају додатком мокраће и сирћета који купују у специјализованим продавницама за алтернативну терапију.

## Супротстављени ставови
Заговорници уринотерапије полазе од открића да је велики број супстанци пронађен у мокраћи, и на основу тога будуће импликације мокраће покушавају да повежу не само са научним истраживањима већ и са друштвеним и економским аспектима (па и личним интересима).
Када је  клиничка протеомика (која изучава виталне делове живих организама) примењена у масовној спектрометрији мокраће неки аутори почели су да наводе да је протеом мокраће истакнуто средство у клиничкој биоанализи. Неколико недавних експеримената извештава да је уринарни протеом биомаркер откривен код бубрежне болести, укључујући нефропатије, шећерну болест, ИгА, фокалну сегментну гломерулосклерозу, лупус нефритис, мембранозну нефропатију, акутну повреду бубрега, ренални Фанкони синдром и ренални алографт. Уринарна протеомика заснована на спектрометрији масе има велики потенцијал у развоју неинвазивне дијагностике у будућности.
Да ли је све наведено препорука да се мокраћа користи као терапеутско средство? Наравно да није, јер све што је природно, јефтино и нетоксично не мора да значи и да је лековито. Поклоници уринотерапије на свом конгресу навели су бројне предности које она доноси: реапсорпција и поновна употреба хранљивих састојака, хормона и ензима, затим имунолошки ефекат (кад се организам “тренира” малом количином токсичних супстанци које се ипак налазе у урину кад је човек болестан), као и бактерицидни и вируцидни ефакат (јер амонијак и со имају антисептичко дејство). Као предности наводе се и уношење соли, диуретички ефекат (којим се убрзава издвајање нове мокраће), убрзавање трансмутације (теорија која има везе са способношћу тела да мења молекуле једне супстанце у другу, али по свој прилици не и са уношењем мокраће) и, на крају, позитиван психолошки ефекат (што је, нема сумње, најчуднији од свих аргумената).
Научна медицина има сасвим другојачији став.  По њој мокраћа служи за то да се из организма избаце материје које су непожељне и сматра да такве материје не треба понову уносити у тело. Мокраћа  је отпадак, и никако не може бити замена за крв како тврде заговорници ове терапије, и ако због обољења бубрега престане издвајање мокраће из крви живот пацијента је угрожен. Ако некоме затреба трансфузија сигурно је да му неће помоћи мокраћа него крв. Други аргумент је да се витамин Ц налази у мокраћи, је делимично тачан, али треба знати да га ту има само када га у телу има више него што је то потребно (јер се на тај начин организам ослобађа вишка витамина Ц). Па зар је боље да онај који жели да унесе витамина Ц пије урин уместо да узме поморанџу или лимун.
Ако се у мокраћи налазило било шта што би могло да допринесе бољем здравственом стању, зашто би се организам свакодневно по више пута лишавао тако ефикасног лека?

## Друштвена и економска примена мокраће
Друштвена и економска примена мокраће је такође проучавана и ево неких резултата:
- Четири афричке девојке су произвеле електричну струју из мокраће електролизом и стварањем водоника.
- Холандски истраживачи открили су бактерију способну да трансформише амонијак из мокраће у хидразин за производњу горива за возила.[16][17]
- Универзитет у Сасрију, Италија, развија пројекат замене горива за моторна возила из мокраће.
- Корејски произвођач произвео је преносиву батерију која се може пунити помоћу мокраће: једна горивна ћелија и 600 мл мокраће производе довољно енергије за 3 сата телефонских позива путем паметног телефона.[16][17]
- Студент Петер Трумбле је направио веома робусне столице користећи супстанце мокраће.[16][17]
- Кроз мокраћу је могуће разумети климатске промене које су се дешавале у прошлости проучавајући хидракс мокраће у биомаркерима.[16]
- Занимљива је и будућа перспективна употреба мокраће као ђубривa за пољопривреду. У ствари, садржај супстанци у мокраћи могао би да замени хемијска ђубрива након решавања мириса мокраће.[18] Ово решење би могло да избегне загађење природе  употребом хемијског ђубрива и могло би да представља биолошки метод за ђубрење земљишта.[19]